# Sukaraja (Way Tenong)
Sukaraja is een bestuurslaag in het regentschap Lampung Barat van de provincie Lampung, Indonesië. Sukaraja telt 2642 inwoners (volkstelling 2010).